# Segundo gobierno de Hugo Chávez
El segundo gobierno de Hugo Chávez se inició el 10 de enero de 2001 tras ganar las elecciones generales de Venezuela de 2000 con el Movimiento V República, y terminó tras su reelección después de la elección presidencial de 2006 con su sucesor, el Partido Socialista Unido de Venezuela (PSUV).
A nivel legislativo, Chávez gobernó con Ley Habilitante, promulgando por decreto las 49 leyes, lo que desembocó en una crisis política. Gobernó con mayoría absoluta tras las elecciones parlamentarias de 2005, después de que la oposición se abstuviera de participar, lo que resultó en el poder mayoritario para el oficialismo en el período 2005-2010, donde se llevaron a cabo amplias reformas, entre esas, el cambio de la bandera y el escudo nacional.
A nivel judicial, se aprobó la Ley Orgánica del Tribunal Supremo de Justicia, donde se cambió la normativa para remover magistrados del Tribunal Supremo (TSJ), de 2/3 de votos de la Asamblea Nacional a la posibilidad de hacerlo con mayoría simple. De esta forma se ampliaron los miembros del TSJ de 12 a 20, con nuevos miembros vinculados al chavismo.
A nivel de defensa, el gobierno de Chávez fue derrocado brevemente durante el golpe de Estado de 2002 y Chávez arrestado por fuerzas militares, contexto en el cual se instaló el gobierno de Pedro Carmona, sin embargo, Chávez fue liberado y su gobierno restituido, pero comenzó un ambiente político altamente polarizado entre el gobierno y la oposición a este.
A nivel económico, se estableció un control de cambios a través de Cadivi y empezaron las expropiaciones de tierras y empresas.
La política social del gobierno incluyó la creación de múltiples misiones bolivarianas para combatir la pobreza en un contexto de altos ingresos petroleros.
A diferencia de su gobierno anterior, Chávez tuvo una fuerte oposición, lo que se demostró en el golpe de Estado de 2002 y el paro general de 2002 y 2003. El gobierno de Chávez fue sometido a un referéndum revocatorio en el cual salió victorioso, pero que fue denunciado como un fraude electoral por parte de la oposición, razón por la cual hubo abstencionismo en las elecciones parlamentarias de 2005.

## Gabinete
- Ministro de Defensa: José Vicente Rangel (2001-2002) - Lucas Rincón Romero (abril-julio de 2002) - José Luis Prieto (2002-2004) - Jorge Luis García Carneiro (2004-2005) - Orlando Maniglia Ferreira (2005-2006) - Raúl Isaías Baduel (2006-2007)
- Ministro de Información y Comunicación: William Lara (2006-2008), Jorge Ortega.

## Política nacional

### Política legislativa

Composición de la Asamblea Nacional (2000-2005): en rojo el MVR, partido oficialista.

Composición de la Asamblea Nacional (2005-2010).

#### Ley habilitante
A mediados de 2001, el MAS uno de los principales aliados de Chávez decide quitarle el apoyo debido principalmente por el creciente《autoritarismo》esto género una división en la Asamblea Nacional. La Asamblea entonces aprueba un Decreto Habilitante que le da poderes especiales al presidente para aprobar un conjunto de leyes, incluyendo la Ley de Tierras, que impulsaba una Reforma agraria, una nueva Ley de Hidrocarburos y la Ley de Pesca. Si bien son aprobadas las 49 leyes, la oposición dirigida principalmente por la patronal más importante del país Fedecámaras y la Confederación de Trabajadores de Venezuela (CTV), se concentran en luchar contra las tres leyes antes mencionadas.

##### Las 49 leyes
Hugo Chávez aprobó por decreto 49 leyes que fueron promulgadas desde el mes de noviembre al 10 de diciembre de 2001, el gobierno de Chávez tuvo de enfrentar una ofensiva patronal liderada por Fedecámaras, que con el apoyo de la dirección sindical adscrita al partido Acción Democrática, tuvo capacidad para sumar, además del descontento de la población, el de buena parte de los asalariados que provocó el "paro cívico" del 10 de diciembre,
- "Ley de Tierras y Desarrollo Agrícola" que pretende poner fin a la concentración de la propiedad territorial, atacando a los grandes latifundios.
- "Ley de Hidrocarburos" establece que la extracción del crudo debe ser competencia del Estado, al menos en un 51%
- "Ley de Pesca" el objetivo es potenciar la pesca artesanal frente a la pesca industrial, especialmente la de arrastre, que "agota los recursos" y pone en peligro las especies.
- Ley de Reforma Parcial del Código Orgánico Procesal Penal.[2]
- Ley Aprobatoria del Convenio para Facilitar el Tráfico Marítimo Internacional.[3]
- Ley de Reforma de la Ley General de Bancos y Otras Instituciones Financieras.[4]
- Ley de Reforma Parcial del Código Orgánico Procesal Penal.[5]
- Ley para la Promoción y Desarrollo de la Pequeña y Mediana Industria.[6]
- Ley de Reforma Parcial de la Ley de Crédito para el Sector Agrícola.[7]
- Ley de Comercio Marítimo.[8]
- Ley de los Órganos de Investigaciones Científicas, Penales y Criminalísticas.[9]
- Ley de Cajas de Ahorro y Fondos de Ahorro.[10]

#### Cambio de la bandera y el escudo nacional

Durante el segundo gobierno de Chávez se le añadió la octava estrella a la bandera, por el estado Bolívar.

En 2006 se le añadió una estrella a la bandera (por el Estado Bolívar) y se cambió el escudo nacional, con el caballo dirigiéndose a la izquierda, en vez de a la derecha.

### Política judicial

#### Intervención del Tribunal Supremo de Justicia
Es en mayo de 2004 que el gobierno de Chávez da un golpe al TSJ cuando la Asamblea Nacional, presionada por el ejecutivo, sanciona la nueva Ley del Tribunal Supremo de Justicia, con dos fines fundamentales: 1. Establecer un procedimiento expedito para "suspender" a los magistrados no afectos al gobierno (persecución política a los magistrados) y, 2. Aumentar el número de magistrados de 20 a 30, para colocar en minoría ante futuras decisiones a los no complacientes.  Al año siguiente el ejecutivo logró impulsar la ampliación del número de magistrados del Tribunal Supremo de Justicia de 20 a 32, luego de lo cual el TSJ inició la revisión de la sentencia que falló en contra de la tesis del vacío de poder. El 14 de marzo de 2005 el mismo TSJ anula dicha sentencia.
La nueva ley del Tribunal Supremo de Justicia es cuestionable porque fue aprobada en su momento con una "mayoría simple" violando la Constitución Venezolana cuando correspondía una "mayoría calificada" es decir, con la aprobación de las 2/3 partes de la Asamblea por tratarse de una ley orgánica que rige la estructura del sistema democrático. Ante la presente situación el Poder Judicial pierde su autonomía.
En opinión de la oposición, esta revocatoria se debió a los cambios ejecutados en el tribunal por un cambio en la legislación aprobada por parlamentarios oficialistas (el Parlamento se encontraba dominado por el chavismo). Por esto, la sentencia era predecible y política. En opinión de los oficialistas, la primera sentencia era política ya que sobraban razones para iniciar un juicio por un Golpe de Estado.
Durante el inicio del año judicial de 2006, los magistrados del Tribunal Supremo se levantaron de los asientos de la Sala Plena para corear el cántico "¡Uh, ah, Chávez no se va!", teniendo presente al presidente Chávez en el auditorio. El acto ha sido interpretado como una muestra de la parcialidad política de los magistrados y la institución.

### Política de defensa

#### Círculos bolivarianos
El 11 de junio de 2001 se crearon los círculos bolivarianos, organización que es financiada por el Estado para realizar actividades de difusión de la Revolución Bolivariana; duramente criticadas por su papel en la represión de manifestaciones en contra del gobierno, acciones aparentemente avaladas desde este; la oposición los ha denominado «círculos del terror».  En 21 de diciembre de 2001 en un acto público Chávez juramentó a los círculos bolivarianos.

#### Compra de armamento a Rusia
En julio de 2006 Hugo Chávez realizó un pedido a Rusia para la compra de 24 aviones Sukhoi 30 Mk2 cuyas cuatro primeras unidades llegaran en noviembre de ese año. El pedido se completaría en 2008.

### Política económica

#### Control de cambio
El 2 de enero de 2003 se suspende el mercado de divisas para frenar la fuga de capitales de Venezuela y el 5 de febrero se crea un control de cambio llamado Cadivi que duraría hasta 2014, Los 12 años que duró Cadivi, provocó una alta inflación en la economía nacional que en un principio no se reflejó por el incremento gradual del precio del petróleo, pero fue el origen de la pérdida de las Reservas Internacionales del país y parte de su infraestructura industrial, el retraso de la producción nacional que venía creciendo, por consecuencia, sus exportaciones se paralizaron y fueron decayendo; en cambio, se incrementaron las importaciones en detrimento de la industria nacional y con ello se multiplico la corrupción con la participación de diferentes estados y funcionarios de su gobierno.

#### Reducción de refinerías de Citgo en 2006
En agosto de 2006, Hugo Chávez toma la delicada decisión de vender la participación 41.25 % de CITGO de la Refinería Lyondell (Texas) a su socio mayoritario con capacidad de procesamiento de 265 000 barriles por día. La refinería se valoró en US $5,250 millones de dólares, con lo cual la porción de CITGO cifró en US $2,165 millones de dólares. Debido a que había pasivos por saldar el monto neto a recibir quedó en US $ 1,313 millones de dólares que serán depositados al Fondo para el Desarrollo Nacional.

#### Índices económicos

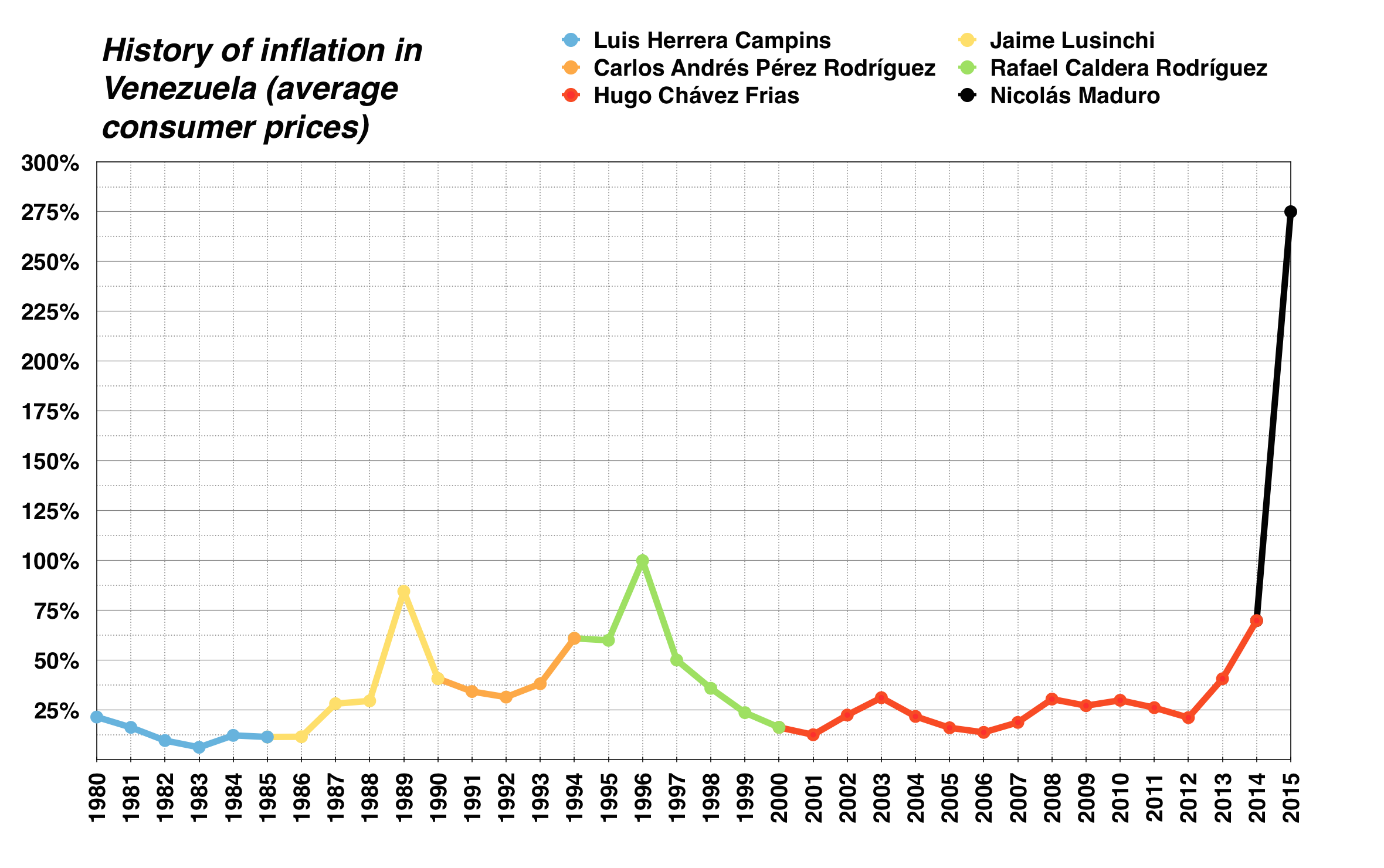
La inflación durante el gobierno de Chávez, en color rojo.

| Inflación | Inflación | Inflación | Inflación | Inflación | Inflación |
| --------- | --------- | --------- | --------- | --------- | --------- |
| 2001      | 2002      | 2003      | 2004      | 2005      | 2006      |
| 12,5%     | 22,4%     | 31,1%     | 21,8%     | 15,9%     | 13,7%     |

| Pobreza | Pobreza | Pobreza | Pobreza | Pobreza | Pobreza |
| ------- | ------- | ------- | ------- | ------- | ------- |
| 2001    | 2002    | 2003    | 2004    | 2005    | 2006    |
| 39%     | 41%     | 54%     | 53%     | 42%     | 33%     |

| Crecimiento del PIB | Crecimiento del PIB | Crecimiento del PIB | Crecimiento del PIB | Crecimiento del PIB | Crecimiento del PIB |
| ------------------- | ------------------- | ------------------- | ------------------- | ------------------- | ------------------- |
| 2001                | 2002                | 2003                | 2004                | 2005                | 2006                |
| 3,4%                | -8,9%               | -7,8%               | 18,3%               | 10,3%               | 9,9%                |

### Política energética

#### Venta de acciones de refinerías de PDVSA en el exterior
En 2003 se vende las acciones de la refinería Planta de Antwerp en Bélgica con capacidad de refinación de 14.000 b/d a Neste Oil. En agosto de 2006 PDVSA vende la participación 41.25% de CITGO de la refinería Lyondell (Texas ) a su socio mayoritario con capacidad de procesamiento de 265 mil barriles por día. La refinería se valoró en US $5,250 millones de dólares, con lo cual la porción de CITGO cifró en US $2,165 millones de dólares. Debido a que había pasivos por saldar el monto neto a recibir quedó en US $ 1,313 millones de dólares que serán depositados al Fondo para el Desarrollo Nacional. En noviembre de 2007 el gobierno  vendió dos refinerías de asfalto Paulsboro y la Refinerías de asfalto Savannah por US $ 450 millones de dólares y se depositaran en el FONDEN.

### Política electoral

#### Elecciones regionales de 2004
El fenómeno del chavismo se ha extendido también a las elecciones regionales. Los resultados de las elecciones para gobernadores y alcaldes de octubre de 2004 favorecieron a los partidos chavistas: veintidós (22) de los veinticuatro (24) estados quedaron en manos de gobernadores del partido MVR. Solo los estados Zulia y Nueva Esparta quedaron en manos de la oposición. En otros estados, la victoria de los chavistas fue muy ajustada. Así mismo, el chavismo se hizo con el 90% de las Alcaldías. El 7 de diciembre de 2004 entra en vigencia la polémica Ley de Responsabilidad Social en Radio y Televisión (RESORTE). La oposición consideró que la norma atentaba contra la libertad de expresión.

#### Elecciones parlamentarias de 2005
En las elecciones parlamentarias del 4 de diciembre de 2005, absolutamente todos los curules del Parlamento fueron ganados por diputados simpatizantes del presidente Chávez, luego de que los principales partidos de oposición decidieran retirarse y llamaran a la abstención. El argumento esgrimido por dichos partidos fue la falta de confianza en el Consejo Nacional Electoral, si bien dicho ente cumplió con todas las exigencias que realizó la oposición, por lo que el retiro fue calificado por los observadores internacionales de la OEA y la Unión Europea como "muy sorpresivo". La abstención fue de 75 % de los votantes inscritos, la más alta en la historia de Venezuela para este tipo de elecciones.

#### Elecciones presidenciales de 2006
En las elecciones presidenciales del 3 de diciembre de 2006 fue reelegido como Presidente de la República Bolivariana de Venezuela obteniendo casi ocho millones de votos. Elecciones marcadas por la división de la oposición ya que Acción Democrática velo por la abstención, mientras otro sector de la oposición postulo a Manuel Rosales.

### Política agraria

#### Expropiación de tierras
A partir de 2005, Hugo Chávez ordenó mediante la Ley de Tierras, aprobada el 13 de noviembre de 2001 mediante un decreto con fuerza de ley, aprobado previamente por la asamblea nacional, la expropiación de latifundios y tierras, para dársela a quien la quiera trabajar, por la «seguridad alimentaria» y para «profundizar la revolución». Fue criticada por los campesinos, empresarios, terratenientes, la oposición venezolana en general, Estados Unidos y el expresidente argentino Carlos Menem, que las considera «medidas comunistas». Durante los casi 14 años de gobierno de Chávez, fallecido el 5 de marzo de 2013, fueron expropiadas más de 3,6 millones de hectáreas de tierras mediante la ley de Tierras y Desarrollo Agrario en 2001. Esta política fue muy criticada por productores agrícolas y empresarios, pese a que el gobierno aseguró que permitía combatir el latifundio.

### Política social

#### Misiones bolivarianas

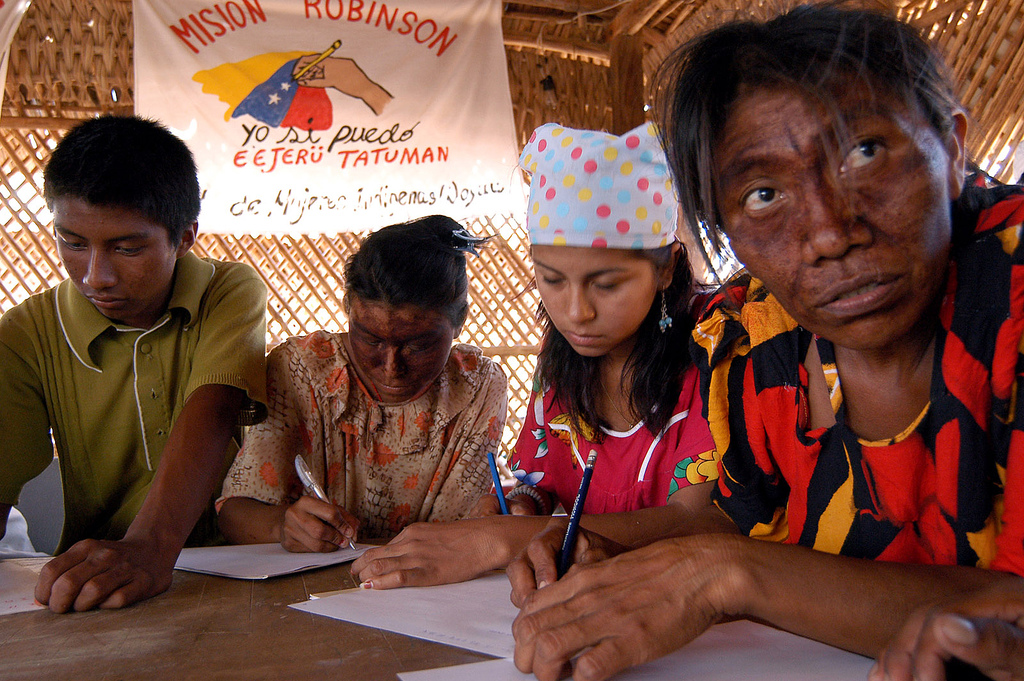
Indígenas de la etnia Wayúu aprenden a leer y escribir con la misión Robinson.

Hugo Chávez implantó una política de programas sociales, muy activo y que desde el 2003 son llamados "misiones", las más publicitadas son las educativas, la Misión Robinson para enseñar a leer y a escribir en los barrios populares, basada en métodos venezolano-cubanos. La Misión Ribas para facilitar los estudios primarios y la Misión Sucre para los secundarios y universitarios. Además de estas, existe la Misión Barrio Adentro que consiste en un Programa médico-asistencial para las zonas más deprimidas del país y la Misión Vuelvan Caras que consiste en un incentivo del gubernamental para la producción de bienes y servicios por parte de las sociedades organizadas conocidas como "Consejos Comunales". En total son veintiún (21) misiones sociales. Según cifras del Ministerio para la Vivienda y el Hábitat, no se ha alcanzado la cifra de 100.000 casas anuales necesarias para detener el incremento del déficit de viviendas en Venezuela. De hecho, desde 1999 hasta el 2007, el Ejecutivo nacional sólo había podido construir cerca de 260.000 soluciones habitacionales. El déficit de viviendas se ubicaba en 1,8 millones de unidades en el 2007.
En verano del 2005 se celebró en Venezuela el 16.º Festival Mundial de la Juventud y los Estudiantes, que congregaron a cerca de 20.000 jóvenes. A finales de ese mismo año, en un acto público se declaró al país libre de analfabetismo, debido a la erradicación según los estándares de la ONU de ese problema, en gran medida por el programa alfabetizador llamado Misión Robinson. Sin embargo, con posterioridad ciertas cifras del Estado venezolano, así como de las mismas Naciones Unidas, han puesto en evidencia hay aún analfabetismo en Venezuela.

## Política exterior
A inicios de octubre de 2001 Chávez salió de gira por unos 25 días por Arabia Saudita, Irán, Austria Bélgica, Suiza, Francia, Irán, Portugal, Irlanda. En Inglaterra se reunió con la Isabel II del Reino Unido y el primer ministro británico, Tony Blair, y posteriormente con el primer ministro del Canadá, el ministro Jean Chrétien y finalmente visitará México el 27 de octubre. A finales de octubre recibe en la capital a Fidel Castro, presidente de Cuba. A principios del 2001 realiza una gira por varios países asiáticos.

### Colombia
El 13 de febrero de 2001, fue capturado en Venezuela un guerrillero colombiano del ELN, los impases de la detención generaron un conflicto diplomático con el gobierno del presidente colombiano Andrés Pastrana y que se denominó el Caso Ballestas.

### Guyana y El Esequibo
Su política exterior con relación al "diferendo territorial" por el Esequibo fue transmitida por televisión el 29 de febrero de 2004 en la concentración popular frente al jardín Botánico, que durante su visita a la ciudad de Georgetown con el presidente Bharrat Jagdeo (el 19 de febrero) declaró con estas palabras
“... Me he comprometido con el Presidente Bharrat Jagdeo a que el Gobierno venezolano no va a oponerse a ningún proyecto en la región que vaya en beneficio de sus habitantes, en beneficio directo. Como me decía el Presidente: Proyectos de agua, vías de comunicación, energía, proyectos agrícolas…y segundo, que ante el surgimiento de cualquier proyecto más sensible, inmediatamente nos activamos ambos para revisarlo, en la comisión binacional de alto nivel y buscarle salidas”
para la búsqueda de una solución pacífica y práctica a la controversia, de conformidad con el Acuerdo de Ginebra de 1966, el espíritu de la cordialidad ha impregnado el enfoque del diálogo entre las dos partes. Hermann Escarrá, interpuso un recurso de nulidad ante el Tribunal Supremo de Justicia para revertir la postura adoptada por el gobierno nacional, muy a pesar del antecedente de que en el año 1999, Guyana intento otorgar concesiones petroleras prácticamente dentro del área de influencia de la Plataforma Deltana, en exploración. Por lo cual el gobierno a través de la cancillería protestó, logrando detener las prospecciones de las empresas CGX canadiense y la Exxon Móvil, Estos errores ha llevado al triunfo de la estrategia de Guyana de llevar a Venezuela a la Corte Internacional de Justicia para dirimir la controversia existente.

### Estados Unidos
El 13 de septiembre de 2001, dos días después de los ataques a las torres gemelas en New York, círculos bolivarianos liderados por Lina Ron queman la bandera de Estados Unidos en Caracas, Hugo Chávez llamo a George W. Bush para manifestarle su solidaridad, sin embargo en noviembre, en cadena nacional de radio y televisión, mostró fotos de niños afganos reportados como muertos durante los bombardeos de Estados Unidos en la Guerra de Afganistán y exclamó: "No se puede combatir el terrorismo con más terrorismo". El Departamento de Estado de los Estados Unidos rechazó estas declaraciones y llamó a su embajadora en Caracas.

#### Expulsión de la DEA
El 5 de agosto de 2005 en un programa televisado, Hugo Chávez anunció que se le darían 24 horas a la Administración de Control de Drogas (DEA) para que se retiraran de Venezuela, diciendo que no eran «imprescindibles», además de acusarlos de estar haciendo espionaje al gobierno y agregó a la DEA de apoyar al narcotráfico, tenían hasta el martes 9 para retirarse. El representante del Departamento de Estado norteamericano, Adam Ereli, rechazó las  acusaciones de Chávez contra la DEA. De acuerdo con expresidenta de la Comisión Nacional contra la droga (CONACUID), la exfiscal Mildred Camero, quien ocupó el cargo desde 1999 hasta 2005 después que salió la DEA, en Venezuela el Gobierno se convirtió en un cartel, cuando denunció la huella del narco fue inmediatamente removida del cargo. Para 2006 las incautaciones que procedían de Venezuela se triplicaron, nunca se pudo explicar realmente cual fue la motivación para expulsar este organismo de Venezuela, ese año desapareció la Comisión Nacional contra el Uso Ilícito de Drogas (CONACUID) y se creó la Oficina Nacional Antidrogas (ONA) dependiente del Ministerio del Interior quien en su inicio estuvo a cargo entre el 2006 y 2007, por Pedro Carreño y luego el cargo fue ocupado entre 2007 y 2008 por Ramón Rodríguez Chacín.

### Perú
El 30 de mayo asiste en Indonesia a una reunión del Grupo de los Quince (G-15). El 25 de junio en Venezuela el exagente de Alberto Fujimori Vladimiro Montesinos es capturado tras 10 meses en fuga y tras los célebres Vladivideos que involucraron a varios políticos y personalidades peruanas con sobornos gubernamentales en complicidad con el fujimorismo, Lo anunció Hugo Chávez en la cumbre andina en Valencia, Venezuela.

### Reino Unido
Se le dio salida de Venezuela a la Policía Británica, que cumplía servicios contra la corrupción, narcotráfico y lavado de dinero.

### Organismos multilaterales

#### OPEP
En septiembre realiza en Caracas la Segunda Cumbre de la Organización de Países Exportadores de Petróleo (OPEP). 

#### Comunidad Andina y del Grupo de los Tres
El 19 de abril de 2006, el presidente Hugo Chávez, anuncio el retiro de Venezuela de la Comunidad Andina. El argumento de su retiro fueron los Tratados de libre comercio suscritos por Perú y Colombia con los Estados Unidos, considerando a la misma Comunidad como una entidad "muerta". Asimismo, en mayo del mismo año, Chávez oficializó la salida de Venezuela del Grupo de los tres para dedicarse (según él) de lleno a la unidad del sur (Unasur) concretando la entrada del país al Mercado Común del Sur (Mercosur).
"Venezuela sale del grupo G-3, antiguo grupo de países, conformados bajo el esquema del más puro neoliberalismo por México, Colombia y Venezuela, para salvaguardar los intereses nacionales y para apuntalar el ingreso de Venezuela a la misión Mercosur". -Hugo Chávez

## Oposición
El 10 de diciembre de 2001 varias personas manifestaron en contra de las políticas de gobierno. Fedecámaras y la Confederación de Trabajadores de Venezuela llamaron a un primer paro nacional. Hugo Chávez comenzó su presidencia con 68% de aprobación para diciembre de 2001 cayó a 33%. 

### Golpe de Estado de 2002

#### Antecedentes
La polarización continuó en 2002. El 23 de enero de 2002, la oposición salió a marchar en defensa de la democracia y para denunciar los vicios autoritarios del gobierno. Al día siguiente, renuncia Luis Miquilena, Ministro del Interior. El 7 de febrero, un coronel de aviación interviene en un foro televisado y pide la renuncia de Chávez. Poco después lo harán los oficiales Pedro José Flores, Carlos Molina Tamayo, Alberto Pogglioli y Guaicaipuro Lameda.
Chávez nombra una nueva directiva y de presidente del directorio de la empresa estatal Petróleos de Venezuela a Gastón Parra Luzardo, con poca experiencia en el campo petrolero lo que dio inicio a numerosas protestas de trabajadores de PDVSA en contra de la nueva directiva denunciando la politización de la empresa y que los cambios atentan contra la meritocracia.
El 5 de marzo, Fedecámaras, CTV, la Universidad Católica Andrés Bello y la cúpula de la Iglesia Católica firman un pacto contra Chávez. Siguen las deserciones de las Fuerzas Armadas. El 7 de abril de 2002 Chávez en un programa televisado despide a 7 altos ejecutivos, todos gerentes, jubila a 12 más y amenaza con no tener inconvenientes para despedir unos cuantos más que protestaban contra la nueva directiva de Gastón Parra Luzardo. Las protestas en las calles se intensificaron. El 9 de abril la CTV y Fedecámaras anuncian el paro general de 24 horas para apoyar a los gerentes de PDVSA.

#### Hechos
La oposición convocó el 11 de abril a una marcha que reunió a cientos de miles de personas, que originalmente iba destinada y autorizada hasta la sede de PDVSA ubicada en Chuao, pero los ánimos se caldearon y fue desviada hacia al Palacio de Miraflores, el cual se encontraba rodeado por manifestantes partidarios de Chávez. Al llegar al centro de la ciudad, las protestas se convirtieron en violentos disturbios y enfrentamientos entre los opositores, los partidarios del gobierno y la intervención de la Guardia Nacional y la Policía Metropolitana de Caracas.[cita requerida]

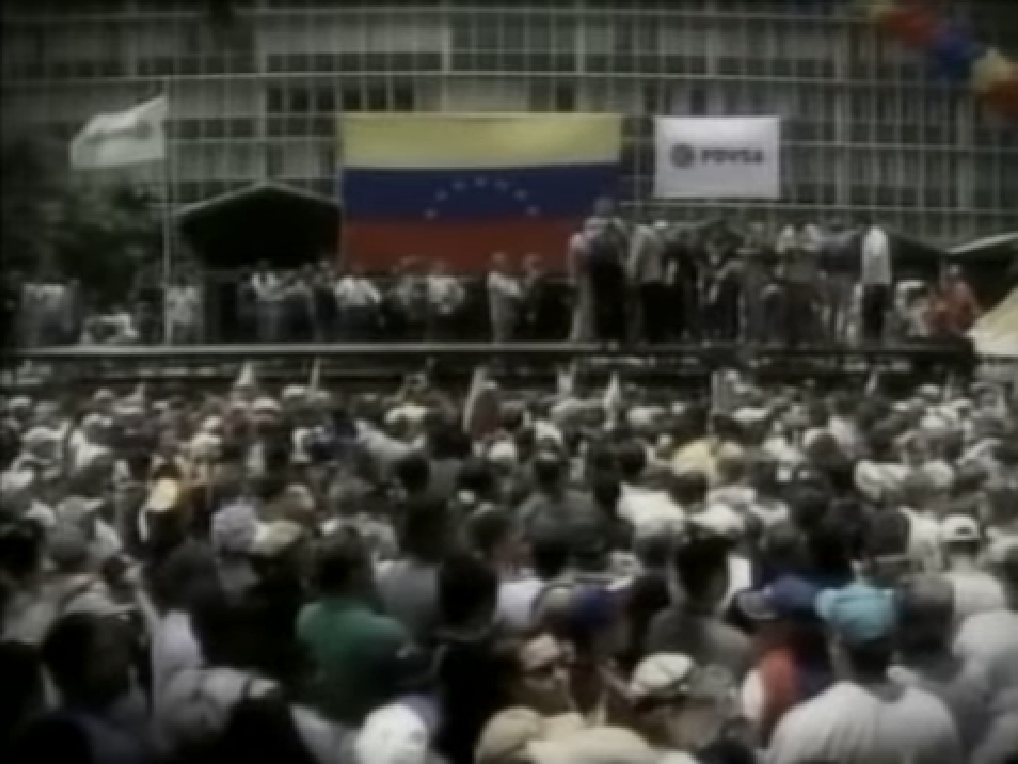
Concentración opositora al frente de la sede de PDVSA Chuao.

Durante los hechos, Chávez se encontraba en el Palacio de Miraflores, desde donde se dirigió al país en Cadena nacional y solicitó a las Fuerzas Armadas la activación del llamado Plan Ávila, un plan especial de las Fuerzas Armadas venezolanas cuando hay una conmoción interna que amenaza la estabilidad y seguridad nacional. En la cadena nacional, Chávez llamaba a la calma mientras las estaciones de televisión privadas dividieron las pantallas. En un lado se veía a Chávez y en las otras escenas de los disturbios que ocurrían en el centro de Caracas. El gobierno, ante esto, respondió mandando a sacar del aire a dichas televisoras pero estás,[cita requerida] con un plan alterno, lograron, cinco minutos después, seguir transmitiendo aunque con una imagen de menor calidad. Los heridos y muertos comenzaron a sucederse a eso de la 1:30 p. m. Terminando la tarde, las televisoras transmitieron un mensaje, que luego se presumió que pudo haber sido previamente grabado (según investigaciones que hicieron instituciones del estado y reporteros como Otto Neustald de la cadena CNN a lo ocurrido ese día) de un grupo de almirantes y generales donde desconocían al gobierno de Hugo Chávez y donde además afirmaban que para ese momento habían ya fallecido seis ciudadanos víctimas de los hechos ocurridos en la manifestación.
Poco después, Venevisión transmite imágenes de un grupo de afectos al gobierno de Chávez que disparaban desde el puente Llaguno (ubicado en medio de la manifestación) hacia el sur (dirección en la cual tendrían ángulo visual de los manifestantes que por ahí transitaban, mas no alcance balístico)[cita requerida]. Estas imágenes, según Chávez y voceros de su gobierno, eran editadas y nunca se muestra a quiénes les disparaban, aunque el locutor hablando desde el estudio, decía que disparaban a los manifestantes. Los tiradores dirían, días después, que ellos disparaban en modo de defensa en contra de unos francotiradores apostados en los pisos superiores de unos edificios y contra funcionarios de la policía Metropolitana de Caracas.
Finalmente, hubo diecinueve muertos. Nueve policías metropolitanos y dos efectivos de la Guardia Nacional fueron enjuiciados por varias de esas muertes. Se acusa de francotiradores (entre ellos a un concejal del partido oficialista MVR, imputado ante el Tribunal 26 de Control de ser los causantes de otras, si bien fueron declarados inocentes en 2004. En horas de la noche, el presidente Chávez fue presionado por los militares que lideraban el golpe, quienes le exigieron entregarse y renunciar o, si no, atacarían el palacio presidencial, aún rodeado de civiles chavistas.
En torno a las 12 de la noche, el General Lucas Rincón Romero, Ministro de la Defensa para el momento se dirigió al país por televisión y expresó que al presidente "se le solicitó la renuncia, la cual aceptó". En horas de la madrugada del 12 de abril, Chávez accedió a entregarse, abandonó Miraflores y fue transportado inicialmente a la base militar ubicada en Fuerte Tiuna, Caracas. Las imágenes de lo ocurrido ese día dentro del palacio presidencial fueron captadas por las cineastas Kim Bartley y Donnacha O'Brien en el documental "La Revolución no será transmitida".
En horas de la tarde del día 12 de abril se autojuramentó Pedro Carmona, presidente de Fedecámaras, como presidente interino. Acto seguido emitió un decreto que derogó las leyes habilitantes, disolvió el Parlamento, el Tribunal Supremo de Justicia, la Fiscalía, la Defensoría del Pueblo y se dio a sí mismo poderes por encima de la Constitución, lo que causó una gran indignación entre los partidarios del presidente Chávez y en algunos sectores moderados de la oposición y terminó por restarle apoyo internacional.
14 presidentes latinoamericanos, reunidos en la XVI Cumbre del Grupo de Río, condenaron la interrupción del orden constitucional en Venezuela e instaron a la normalización de la institucionalidad democrática. Colombia fue el único país de Latinoamérica en elogiar a Pedro Carmona.
El sábado 13 de abril, desde horas de la mañana, muchos seguidores de Chávez comenzaron a manifestarse en Caracas. La autopista que enlaza la capital con el oriente fue cerrada por los manifestantes, al igual que la autopista que la comunica con La Guaira (donde se encuentra el principal puerto y el principal aeropuerto del país). De ese modo, igualmente comenzaron protestas en todo el país, algunos canales de televisión solo se limitaron a transmitir películas y series de dibujos animados, no informar sobre las protestas oficialistas, ir a zonas asignadas para transmitir un aparente ambiente de calma, y mucho menos entrevistar a los adeptos de Chávez (llegando incluso a cortar la transmisión de las declaraciones del Fiscal General, Isaías Rodríguez, al denunciar que Chávez no había renunciado), en lo que fue denominado una censura informativa.
Los venezolanos, ya en la tarde de ese sábado, comenzaron a enterarse de lo que sucedía gracias la cadena de noticias CNN. También la cadena radial Caracol de Colombia ofreció valiosa información sobre lo que acontecía.
Los captores de Chávez lo trasladan a una base naval en Turiamo, donde escribe una nota dirigida a los venezolanos expresando: "No he renunciado al poder legítimo que el pueblo me dio". De aquí, Chávez es trasladado a la Isla La Orchila con la intención de convencerlo para llevarlo fuera del país por su propia solicitud.
En la noche de ese día partidarios de Chávez logran tomar el canal televisivo Venezolana de Televisión y comienzan a transmitir. La estación había sido tomada previamente por la policía de la gobernación del estado Miranda, la cual era controlada por Enrique Mendoza, gobernador de la entidad mencionada y un agudo opositor a Hugo Chávez. Un importante batallón asentado en Maracay, bajo el mando de Raúl Isaías Baduel, declara su adhesión a la Constitución "que el pueblo venezolano libérrimamente se dio" y activan lo que llamaron la Operación de Rescate de la Dignidad Nacional. Los partidarios de Chávez toman el Palacio de Miraflores, abandonado por los golpistas a primeras horas de la tarde. El Presidente del Congreso toma juramento al vicepresidente, Diosdado Cabello, como presidente provisional. Horas más tarde, en la madrugada del 14 de abril un comando libera a Chávez en La Orchila y lo trasladan a Caracas por vía aérea. Diosdado Cabello le transfiere el mando. Chávez se dirige a la nación, mostrando un crucifijo y llama a la calma.
El gobierno de Chávez, sus simpatizantes y la gran mayoría de las fuentes de referencia y de información fuera de Venezuela (Britannica, Larousse, BBC, CNN) consideran al derrocamiento temporal de Hugo Chávez como producto de un fallido golpe de Estado por tratarse de un intento de derrocar mediante la fuerza a un presidente electo democráticamente. Además, no se siguieron los procedimientos constitucionales establecidos: en caso de renuncia del Presidente, el vicepresidente Diosdado Cabello debía tomar su lugar previa aceptación de la renuncia por parte del Parlamento. Si el vicepresidente tampoco estaba disponible, el presidente de la Asamblea Nacional tenía que asumir la Primera Magistratura. Si éste tampoco podía hacerlo, correspondía al presidente del Tribunal Supremo de Justicia.

#### Consecuencias
El 14 de agosto de 2002, el Tribunal Supremo de Justicia dictó una sentencia según la cual no ocurrió un golpe de Estado en Venezuela. Esta decisión fue acatada, pero no compartida por Chávez. En el 2005 fue anulada por el mismo tribunal.
Sectores de la oposición empezaron a reclamar la creación de una comisión de la verdad para aclarar las muertes y heridos de la manifestación, el 11 de mayo la oposición conmemora los sucesos del 11 de abril y con esto empieza una serie manifestaciones en todo el territorio nacional, las demandas de la oposición se radicalizan pidiendo adelantar nuevas elecciones o directamente la renuncia del presidente. las manifestaciones son constantemente atacadas por círculos bolivarianos y partidarios del gobierno realizando ataques especialmente contra políticos de oposición y medio de comunicación.

### Paro general de 2002-2003
Por diversas razones, semanas después se reiniciaron las protestas opositoras. A mediados de año, un grupo de 14 militares activos de alto rango y retirados que habían estado implicados en el golpe de abril se pronunciaron en contra del gobierno en la Plaza Altamira; declarándose en desobediencia. Día a día, más militares se unieron a la protesta hasta alcanzar a unos 120 oficiales; el gobierno decidió[cita requerida] no reprimir ni sofocar la protesta militar, pero los medios privados le daban una cobertura total y fue ampliamente apoyada por miles de simpatizantes, políticos de la oposición y celebridades de la farándula.
El 21 de noviembre Carlos Ortega Carvajal presidente de la Confederación de Trabajadores de Venezuela y Carlos Fernández Pérez presidente de Fedecámaras en una declaración conjunta como voceros de la Coordinadora Democrática anunciaron el inicio de un paro nacional para el 2 de diciembre de 2002, en rechazo al gobierno de Hugo Chávez.
El 2 de diciembre de 2002, días después de la creación de una mesa de diálogo y acuerdos patrocinada por la OEA y el Centro Carter, en la cual sectores del gobierno y la oposición se sentaron para intentar reconciliarse, comenzó un nuevo paro general convocado por los sindicatos opuestos al gobierno, Fedecámaras, el grupo "Gente del Petróleo", conformado por la élite de PDVSA y los medios de comunicación, con el apoyo de la cúpula de la Iglesia católica y de diversos partidos políticos tradicionales, tanto de derecha como de izquierda (como el MAS, Bandera Roja) "Primero Justicia", Acción Democrática y COPEI, aglutinados en lo que llamaron Coordinadora Democrática.
Su duración inicialmente era de 24 horas, pero se prorrogó hasta convertirse en una huelga indefinida. La petición central de los huelguistas era la renuncia del Presidente, nuevas elecciones presidenciales o la realización de un referendo consultivo sobre la continuidad de Chávez. Chávez no renunció, y el paro se mantuvo durante 62 días.
Dicho paro tuvo características atípicas: todas las televisoras privadas de alcance nacional y los periódicos más importantes le dieron apoyo irrestricto. Los primeros suspendiendo toda su programación de entretenimiento y sus anuncios comerciales para dar paso a programación política e informativa durante 18 o 20 horas al día, reconociendo su sesgo en contra del gobierno varias veces, emitiendo propaganda en contra de Chávez e invitando a manifestarse a las calles. Los periódicos hicieron lo propio. El canal oficial, Venezolana de Televisión, también participó en esta guerra mediática parcializándose completamente a favor del gobierno, de esta forma la polarización se acentuó mucho más y los medios de comunicación imparciales prácticamente desaparecieron. El gobierno también apoyó la creación de periódicos, emisoras de radio, televisoras y sitios web de carácter alternativo, que son consideradas por la oposición como focos de propaganda gubernamental, pero que el gobierno defiende como espacios de expresión para quienes eran censurados por las emisoras privadas.
Se insiste en que el paro además era un paro forzoso, ya que en muchas empresas, fábricas y locales comerciales los trabajadores querían continuar sus labores,[cita requerida] pero los patrones tomaron la decisión de pararse. Sin embargo, no puede considerarse únicamente un lock out debido a que en la administración pública muchos gremios se unieron al paro.
El 5 de diciembre la tripulación del buque petrolero Pilín León se declaró en rebeldía y fondeó el buque en el canal de navegación del lago de Maracaibo. Debido a que acababan de llegar de Cuba a dejar unos de los primeros cargamentos de crudo de lo que sería la entrega de 100.000 barriles a Cuba.
La paralización llegó a su clímax cuando se afectó a la petrolera estatal, PDVSA. Miles de los empleados de la empresa abandonaron sus puestos de trabajo y, según el gobierno, algunos cometieron sabotajes en las mismas para intentar paralizar la empresa. Esto trajo graves repercusiones sobre la población con escasez de gasolina y otros combustibles, además de alimentos y otros artículos de primera necesidad.
Las marchas entre simpatizantes de gobierno y oposición se sucedían a diario, congregadas especialmente en Caracas, quienes además se atrincheraron 24 horas al día en sitios claves que consideraban sus "bastiones": la oposición se aglomeraba en torno a la Plaza Altamira y la sede de PDVSA en Chuao (ambos en el este de Caracas), mientras que el chavismo se concentraba en torno al Palacio de Miraflores, la plaza Bolívar y la sede principal de PDVSA en La Campiña (en el centro de la capital). La oposición, además, realizaba "cacerolazos" (golpear ollas) durante todas las noches; en aquellas urbanizaciones de clase media y alta donde la oposición era mayoría, realizadas por los vecinos de estos, pidiendo la dimisión del gobierno. En algunos casos, realizaron marchas durante el día forzando a cerrar aquellos negocios y tiendas que abrían en sus urbanizaciones, o frente a las casas de funcionarios y simpatizantes del gobierno.

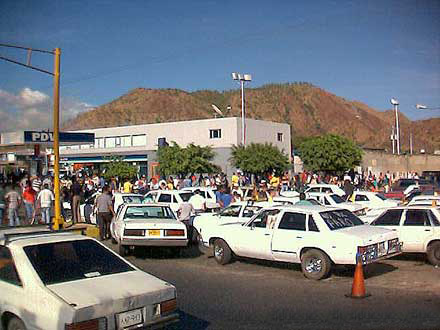
Escasez de combustible en Venezuela de 2002.

El 6 de diciembre, un camarero de origen portugués, João de Gouveia, disparó contra la multitud reunida en la plaza, matando a 3 personas e hiriendo a otras 25. João fue sometido y entregado a las autoridades momentos después. hasta la fecha no se sabe si actuó por voluntad propia o en complicidad. Otras 4 personas que participaban en la concentración, incluyendo a 3 militares, después de haber sido aparentemente secuestrados días antes en la plaza, fueron halladas muertas el 20 de febrero de 2003, atados y amordazados. La policía concluyó que la causa de muerte fueron múltiples heridas de escopeta y agregó que los cuerpos mostraban heridas adicionales consistentes con tortura.
Por iniciativa del nuevo presidente brasileño, Lula Da Silva, se conformó un grupo de "países amigos de Venezuela", entre los que se encontraba Brasil, Chile, México, España, Portugal, Estados Unidos, (hasta ese momento, Chávez se llevaba mal con los presidentes de todos estos países, exceptuando Brasil) y algunas personalidades estadounidenses, como el expresidente Jimmy Carter.
Si bien el paro fue calificado como exitoso, la oposición no logró su objetivo de hacer retroceder al gobierno con el paquete de leyes habilitantes, ni tampoco lograr la renuncia de Chávez. La polarización en el país comenzó a ganar fuerza.
El gobierno llamó a ex empleados de PDVSA y a técnicos de Universidades y de las Fuerzas Armadas con el objeto de que hicieran funcionar nuevamente a la empresa petrolera. Para finales de diciembre este objetivo prácticamente estaba logrado, lo cual fue un duro golpe para los propulsores del paro. Este se fue debilitando con el paso de los días. A mediados de enero de 2003, el gobierno logró recuperar el control total de PDVSA. El Estado decidió despedir a 15 mil empleados. Los empresarios, por su cuenta, comenzaron a abrir sus negocios y locales comerciales, desobedeciendo a las federaciones que los agrupaban.
La oposición rompió "informalmente" la huelga por la presión internacional el 3 de febrero de 2003, si bien nunca se hizo un anuncio oficial. A partir de ese momento, toda la lucha política de la oposición se centró en la realización de un Referéndum. En este momento comienza a tener preponderancia la Organización "Súmate".
Chávez aumenta la confrontación criticando cada vez más seguido y con más dureza a sus adversarios políticos, lo que provoca que sus partidarios y la oposición se radicalice también, en 2003 se registraron 700 agresiones a la prensa. En 15 de julio de 2003 el TSJ aprobó la sentencia 1942, la sentencia en cuestión contiene un análisis pernicioso de la libertad de expresión, al prever la posibilidad de la aplicación de censura previa.

#### Despido masivo de gerentes y personal técnico especializado
El 23 de febrero de 2003 ocurre el mayor despido masivo de la historia con más de 25 mil trabajadores entre profesionales y técnicos de PDVSA luego de realizado el Paro en protesta del 2002. El 9 de julio de 2003, mediante el uso de gases lacrimógenos, la GNB desalojó de sus casas a los trabajadores que fueron despedidos por el presidente Hugo Chávez en el campo petrolero Los Semerucos.

### Referéndum revocatorio

#### Antecedentes
En agosto del 2003, aproximadamente 3.2 millones de firmas fueron presentadas para activar el referéndum revocatorio previsto en la constitución, pero estas fueron rechazadas por los miembros del organismo encargados de las elecciones en el país: Consejo Nacional Electoral (Venezuela); basándose según la oposición en un tecnicismo legal: que las firmas se habían recogido prematuramente; específicamente antes de la mitad del período presidencial. la revista inglesa The Economist informó que el Gobierno había utilizado un escuadrón de movilización rápida para allanar las oficinas del CNE. Adicionalmente la revista reportó que el gobierno estaba castigando aquellos ciudadanos que firmaban la petición del referéndum.
En noviembre de 2003, la oposición recolectó un nuevo conjunto de firmas, obteniéndose en el plazo máximo de cuatro días la cantidad de 3.6 millones de ellas. En febrero de 2004, Roberto Abdul, uno de los directores de Súmate, la ONG que recogió las firmas, declaró que de acuerdo con los cálculos de la organización, al menos el 8 % de las firmas (0.288 millones) eran inválidas. Sin embargo el CNE rechazó la petición de referéndum alegando que tan solo 1.9 millones de las firmas eran válidas, 1.1 millones presentaban serias dudas, y cerca de 0.5 millones eran completamente inválidas. La decisión del CNE dio origen a manifestaciones violentas que resultaron en múltiples violaciones a los DDHH la muerte de 14 personas, 500 arrestos y 1200 heridos. Estos eventos provocaron la renuncia embajador de Venezuela ante la ONU Milos Alcalay.

##### Lista Tascón
El 17 de octubre de 2003 el presidente Chávez declaró en su programa Aló Presidente que «los que firmen contra Chávez estarán firmando contra la patria, contra el futuro», y agregó que quien firme a favor del referendo revocatorio «quedará registrado para la historia, porque va a tener que poner su nombre, su apellido, su firma, su número de cédula y su huella digital». En febrero de 2004, en el programa 180 de Aló Presidente, Chávez anunció que había firmado un documento solicitando al Consejo Nacional Electoral (CNE) que entregara una copia de todas las planillas del petitorio del referendo, con el fin de denunciar el "megafraude" de la oposición; el diputado Luis Tascón posteriormente publicó en su sitio web una base de datos de más de 2 400 000 venezolanos que habían apoyado la petición, junto a su número de cédula de identidad. Roger Capella, ministro de salud, declaró que "quienes hayan firmado contra el presidente Chávez" serán despedidos "porque se trata de un acto de terrorismo".  A esto se le conoció como Lista Tascón. 
Hubo descontento público, en especial de Súmate, debido a reportes de despidos de puestos públicos, rechazos laborales y marginación de algunos servicios públicos en contra las personas aparecidas en la lista.

##### Inicio de la campaña de nacionalización de extranjeros previo al referéndum
Gracias a un plan masivo denominado "Misión identidad" el gobierno de Chávez en mayo de 2004 busca nacionalizar a más de 200 mil extranjeros preparándose para el Referéndum de agosto que se venía y que más adelante superaría los 3 millones de nacionalizados. acelerando la tramitación de documentos en un tiempo récord de dos meses.

#### Aprobación del inicio del referéndum
Entre abril y mayo se hizo una tercera recolección de firmas. El 3 de junio de 2004, el Consejo Nacional Electoral anunció que el mínimo de firmas necesarias se había recolectado y quedaba activado el Referéndum. Chávez se dirigió al país en cadena nacional y expresó más o menos: "Hasta ahora han jugado ustedes, ahora me toca jugar a mi... Nos vemos en Santa Inés". Y con ello comenzó su campaña para ganar el Referéndum, cuya fecha se fijó en agosto. Para sacarlo del gobierno, la oposición debía obtener más de 3,70 millones de votos, número que obtuvo Chávez en su reelección del año 2000; pero también, para lograr eso, los votos a favor del Presidente tenían que ser menores a esa cantidad. El referéndum se realizó el 15 de agosto. El 40,64% (3.989.008) estaba en contra del Presidente, pero el 59,06% (5.800.629 personas) estaba a su favor. De esa manera Chávez no fue revocado. Al menos una persona murió y cinco resultaron heridas de bala durante una manifestación convocada por la oposición en la Plaza Altamira de Caracas, en un barrio acomodado, para protestar por lo que consideran un "fraude".